# George Bancroft (acteur)
Pour les articles homonymes, voir George Bancroft et Bancroft.
George Bancroft, né le 30 septembre 1882 et mort le 2 octobre 1956, est un acteur américain.

## Biographie
Né à Philadelphie, il est diplômé de l'Académie navale d'Annapolis, mais quitte la Marine pour devenir acteur à Hollywood dans les années 1920. Le film Pony Express (1925) lui offre son premier rôle en tant que star. L'année suivante, il est à la tête d'une distribution incluant Wallace Beery et Charles Farrell dans le film Old Ironsides, illustrant la grande période de la piraterie au cinéma. Il passe ensuite des fresques historiques aux films réalistes underground comme Les Nuits de Chicago (1927) et Les Damnés de l'océan (The Docks of New York) (1928). Il est nommé pour l'Oscar du meilleur acteur de 1929 dans le film L'Assommeur (Thunderbolt). 
Ceux qui le connaissaient, comme Budd Schulberg, disaient qu'il était devenu prétentieux. Ainsi, lors d'un tournage, il aurait refusé de faire semblant de tomber après avoir été abattu par un revolver factice, disant alors "Une seule balle ne peut pas arrêter Bancroft".
À partir de 1934 sa carrière décline, bien qu'il continue à jouer quelques petits rôles dans des classiques comme L'Extravagant Mr. Deeds, Les Anges aux figures sales, À chaque aube je meurs et La Chevauchée fantastique.
En 1942, il quitte Hollywood pour s'occuper de son ranch. Il meurt à Santa Monica en 1956 et est enterré au Woodlawn Memorial Cemetery de Santa Monica. Sa veuve Octavia est décédée en 1967.

## Filmographie partielle
- 1922 : The Prodigal Judge d'Edward José
- 1924 : The Deadwood Coach de Lynn Reynolds
- 1925 : Dans la fournaise (Code of the West) de William K. Howard
- 1925 : Le Secret de l'abîme (The Rainbow Trail) de Lynn Reynolds
- 1925 : The Pony Express de James Cruze
- 1925 : Les Orphelins de la mer (The Splendid Road) de Frank Lloyd
- 1926 : Sea Horses, d'Allan Dwan
- 1927 : Tell It to Sweeney de Gregory La Cava
- 1927 : Les Nuits de Chicago (Underworld), de Josef von Sternberg
- 1927 : Too Many Crooks de Fred C. Newmeyer
- 1927 : The Rough Riders de Victor Fleming
- 1928 : Les Damnés de l'océan (The Docks of New York) de Josef von Sternberg
- 1928 : La Rafle (The Dragnet) de Josef von Sternberg
- 1929 : L'Assommeur (Thunderbolt), de Josef von Sternberg
- 1929 : Force (The Mighty) de John Cromwell
- 1929 : The Wolf of Wall Street de Rowland V. Lee
- 1930 : Paramount on Parade, film collectif
- 1930 : Désemparé (Derelict), de Rowland V. Lee
- 1930 : Ladies Love Brutes de Rowland V. Lee
- 1931 : Scandal Sheet de John Cromwell
- 1931 : La Folie des hommes (Rich Man's Folly) de  John Cromwell
- 1932 : Le Monde et la Chair (The World and the Flesh) de John Cromwell
- 1932 : Le Provocateur (Lady and Gent) de Stephen Roberts
- 1933 : La Boule rouge (Blood Money) de Rowland Brown
- 1934 : Elmer and Elsie de Gilbert Pratt
- 1936 : Hell Ship Morgan de D. Ross Lederman
- 1936 : L'Extravagant Mr. Deeds (Mr. Deeds Goes to Town) de Frank Capra
- 1936 : Bonne Blague (Wedding Present) de Richard Wallace
- 1937 : A Doctor's Diary de Charles Vidor
- 1937 : Deux Femmes (John Meade's Woman) de Richard Wallace
- 1937 : Racketeers in Exile de Erle C. Kenton
- 1938 : Les Anges aux figures sales (Angels with Dirty Faces), de Michael Curtiz
- 1938 : Patrouille en mer (Submarine Patrol), de John Ford
- 1939 : À chaque aube je meurs (Each Dawn I Die) de William Keighley
- 1939 : Les Maîtres de la mer (Rulers of the Sea) de Frank Lloyd
- 1939 : Agent double (Espionage Agent) de Lloyd Bacon
- 1939 : La Chevauchée fantastique (Stagecoach), de John Ford
- 1940 : L'Enfer vert (Green Hell) de James Whale
- 1940 : La Jeunesse d'Edison (Young Tom Edison) de Norman Taurog
- 1940 : Les Dalton arrivent (When the Daltons Rode) de George Marshall
- 1940 : Les Tuniques écarlates (North West Mounted Police), de Cecil B. DeMille
- 1940 : Little Men de Norman Z. McLeod
- 1941 : Texas, de George Marshall
- 1942 : La Fièvre du jazz (Syncopation) de William Dieterle
- 1942 : The Bugle Sounds de S. Sylvan Simon